# Erminio Teruzzi
Erminio Teruzzi (Sesto San Giovanni, 2 gennaio 1921 – Milano, 20 ottobre 2010) è stato un calciatore italiano, di ruolo difensore.

## Carriera
Debutta in Serie B con il Savona nel campionato 1941-1942. Nel dopoguerra passa al Fanfulla dove disputa due campionati cadetti prima della retrocessione avvenuta al termine della stagione 1947-1948, un campionato di Serie C in cui raggiunge nuovamente la promozione in Serie B ed infine un ultimo campionato cadetto.
Disputa in totale nel Fanfulla 90 gare nelle tre stagioni in Serie B.

## Palmarès

### Club

#### Competizioni nazionali
- Serie C: 1

Fanfulla: 1948-1949

#### Competizioni regionali
- Promozione: 1

Falck&Arcore: 1954-1955